# Store Kattinge Sø
Store Kattinge Sø ligger øst for Kattinge ved den sydlige ende af Roskilde Fjord på grænsen mellem Lejre og Roskilde Kommune. Søen opstod sammen med 
Lille Kattinge Sø i 1300-tallet da man anlagde en dæmning tværs over en fjordarm syd for Kattinge Vig i forbindelse med opførelsen af Nebbe Slot. I 1750-erne etableredes en sluse i dæmningen, og man anlagde en vandmølle der senere blev til Kattinge Værk. Igennem tiderne er vandkraften anvendt til stampemølle, grynmølle og i forbindelse med en cellulosefabrik.
Store Kattinge Sø har et areal på 71 ha og ejes sammen med hovedparten af Lille Kattinge Sø, i alt 86 ha af Skov- og Naturstyrelsen. Søen er lavvandet med en dybde på kun omkring 1 meter, og vandet er 
uklart på grund af stort næringsstofindhold og stor algevækst i søerne. Søerne er omkranset af rørskove der høstes til stråtag. Gennem begge søer løber Kornerup Å, som afvander et område på omkring 125 km2, og som årligt tilfører fjorden omkring 50 millioner m3 vand . 
Kattinge søerne blev fredet i 1980, og er en en del af Roskilde Fjord Vildtreservat, og er desuden udpeget som EU-fuglebeskyttelsesområde og er en del af Natura 2000-område 136 Roskilde Fjord og Jægerspris Nordskov .
Kattinge Sø er i vinterhalvåret en af Nordeuropas største rastepladser for Troldænder; op mod 30.000 hviler i søen, efter fouargering i fjorden om natten. Også store stæreflokke bruger rørskovene som overnatningsplads.